# 岡本賢明
岡本 賢明（おかもと やすあき、1988年4月9日 - ）は、熊本県出身の元サッカー選手。現役時のポジションはMF。

## 来歴
父親の影響で4歳からサッカーを始めストイコビッチに憧れ技術を磨いた。小学校時代は地元のクラブチームブレイズ熊本でプレー。中学からは熊本のルーテル学院中学校・高等学校に進学した。同学年には三原雅俊、園田清次、栗山裕貴、副島貴司がいる。中学時代は全国中体連で3位、高校2年、3年時には高円宮杯全日本ユース(U-18)サッカー選手権大会に出場した。

### コンサドーレ札幌
2006年11月7日、コンサドーレ札幌が2007年の新加入選手として獲得を発表した。同じく高卒新人の同期入団には岩沼俊介がいる。清水、東京V、鳥栖など他のJクラブからも勧誘を受けていたが、それらを断っての加入だった。背番号は23を与えられ、加入の記者会見時ではクラブ関係者から「山瀬功治2世」と期待を掛けられ逸材と評された。
2007年のリーグ終盤では、J1昇格がかかった重要な状況下で、レギュラー選手の負傷欠場もあって多くの出場機会をつかみ、10月20日のJ2第46節福岡戦でプロ初ゴールを「人生初」だったヘディングでの得点で決めるなど、戦力としてクラブのJ2優勝に貢献した。
2008年は背番号17に変更する。前年終盤の活躍もあって開幕戦からコンスタントに出場を続けていたものの宮澤裕樹の台頭と、クライトン、砂川誠、藤田征也、西大伍らの牙城を崩せるまでには至らず、シーズン序盤からチーム成績が下位に低迷すると共に徐々に出場機会を失うようになり、シーズン終盤までの多くの試合を欠場することとなった。
2009年は監督に石崎信弘が就任すると信頼を勝ち取り開幕戦から先発出場する。シーズン序盤から主力選手として多くの試合に出場し5月までに4ゴールを挙げる活躍を見せていたが、その後は調子を落としシーズン中盤以降にかけて徐々に出場機会を減らした。9月には右膝外側半月板断裂及び軟骨損傷の大けがを負い残りのシーズンを棒に振った。
2010年はこの年より加入した内村圭宏、2年目の古田寛幸の台頭に加え、シーズン途中には高木純平が加入しポジション争いが激化する中で公式戦19試合に出場し4ゴールを挙げた。中でも9月5日の天皇杯2回戦盛岡戦ではプロ入り後初の1試合2ゴールを挙げ勝利に貢献した。10月には前年に続けて右膝の怪我を負い残りのシーズンを棒に振った。
2011年は前年の右膝の負傷の影響もあり序盤は調子が上がらずも、夏場以降は途中出場ながら決定的な働きをしチームの勝利に貢献する場面が多く見られ、チームの成績も上昇しJ1昇格に貢献した。中でも9月21日J2第5節東京V戦では同点で迎えた試合終盤に途中出場すると後半43分と44分に連続ゴールを挙げ勝利に貢献した。
2012年、プロ6年目は札幌の選手会長を務めた。このシーズンは中盤を構成する主力選手として多くの試合で先発出場し奮闘するも、チームの成績は振るわず自身のゴールもナビスコカップ神戸戦で挙げた1得点に留まった。
2013年は新監督に財前恵一が就任すると副キャプテンを任され、自身最多の6ゴールを挙げた。中でも5月6日J2第13節北九州戦～5月19日J2第15節東京V戦で3試合連続ゴールを挙げるなど、シーズン前半の札幌の攻撃を支えた。12月3日、ロアッソ熊本へ完全移籍。

### ロアッソ熊本
2014年は負傷により離脱する節が多かったが、持ち前のテクニックを活かした攻撃でチームに欠かせない選手となり、2得点3アシストを記録した。
2015年シーズンも負傷離脱期間が長かったが2得点を記録した。2016年シーズンは主将に任命され、大きな怪我なく主力としてプレーしたが、2017年シーズンは負傷離脱期間の長さに加え、下位に低迷するチーム状況でわずか8試合の出場に留まった。同年11月3日に現役引退が発表された。

### 引退後
ロアッソ熊本のアカデミーコーチを歴任し、2022年よりユース監督に就任。2025年よりトップチームコーチに就任した。

## 所属クラブ
ユース経歴
- ブレイズ熊本
- ルーテル学院中学校
- 2004年 - 2006年 ルーテル学院高校

プロ経歴
- 2007年 - 2013年  コンサドーレ札幌
- 2014年 - 2017年  ロアッソ熊本

## 個人成績
| 国内大会個人成績 | 国内大会個人成績 | 国内大会個人成績 | 国内大会個人成績 | 国内大会個人成績 | 国内大会個人成績 | 国内大会個人成績 | 国内大会個人成績 | 国内大会個人成績 | 国内大会個人成績 | 国内大会個人成績 | 国内大会個人成績 |
| 年度             | クラブ           | 背番号           | リーグ           | リーグ戦         | リーグ戦         | リーグ杯         | リーグ杯         | オープン杯       | オープン杯       | 期間通算         | 期間通算         |
| 年度             | クラブ           | 背番号           | リーグ           | 出場             | 得点             | 出場             | 得点             | 出場             | 得点             | 出場             | 得点             |
| 日本             | 日本             | 日本             | 日本             | リーグ戦         | リーグ戦         | リーグ杯         | リーグ杯         | 天皇杯           | 天皇杯           | 期間通算         | 期間通算         |
| ---------------- | ---------------- | ---------------- | ---------------- | ---------------- | ---------------- | ---------------- | ---------------- | ---------------- | ---------------- | ---------------- | ---------------- |
| 2007             | 札幌             | 23               | J2               | 9                | 2                | -                | -                | 1                | 0                | 10               | 2                |
| 2008             | 札幌             | 17               | J1               | 13               | 0                | 5                | 0                | 0                | 0                | 18               | 0                |
| 2009             | 札幌             | 17               | J2               | 23               | 4                | -                | -                | 0                | 0                | 23               | 4                |
| 2010             | 札幌             | 17               | J2               | 17               | 2                | -                | -                | 2                | 2                | 19               | 4                |
| 2011             | 札幌             | 17               | J2               | 25               | 4                | -                | -                | 1                | 0                | 26               | 4                |
| 2012             | 札幌             | 17               | J1               | 30               | 0                | 4                | 1                | 1                | 0                | 35               | 1                |
| 2013             | 札幌             | 17               | J2               | 30               | 6                | -                | -                | 0                | 0                | 30               | 6                |
| 2014             | 熊本             | 14               | J2               | 18               | 2                | -                | -                | 0                | 0                | 18               | 2                |
| 2015             | 熊本             | 14               | J2               | 18               | 2                | -                | -                | 2                | 0                | 20               | 2                |
| 2016             | 熊本             | 17               | J2               | 34               | 2                | -                | -                | 0                | 0                | 34               | 2                |
| 2017             | 熊本             | 17               | J2               | 8                | 0                | -                | -                | 0                | 0                | 8                | 0                |
| 通算             | 日本             | 日本             | J1               | 43               | 0                | 9                | 1                | 1                | 0                | 53               | 1                |
| 通算             | 日本             | 日本             | J2               | 182              | 24               | -                | -                | 6                | 2                | 188              | 26               |
| 総通算           | 総通算           | 総通算           | 総通算           | 225              | 24               | 9                | 1                | 7                | 2                | 241              | 27               |

- Jリーグ初出場 - 2007年7月7日 J2第26節 対モンテディオ山形 (厚別)
- Jリーグ初得点 - 2007年10月20日 J2第46節 対アビスパ福岡 (博多)

## 代表歴
- U-16日本代表候補

## 指導歴
- 2018年 - ロアッソ熊本
  - 2018年 - 2020年 ユース コーチ
  - 2021年 - ジュニアユース チーフコーチ
  - 2022年 - 2024年 ユース 監督
  - 2025年 - トップチーム コーチ

## 参考記事
- 北海道新聞記事 (2007年2月4日)